# تلفن سیاه ۲
تلفن سیاه ۲ (انگلیسی: The Black Phone 2) یک فیلم ترسناک فراطبیعی آمریکایی به کارگردانی اسکات دریکسون و نویسندگی دریکسون و رابرت کرگیل است که هر دو با جیسون بلام تهیه‌کننده هستند. این دنباله‌ای بر تلفن سیاه (۲۰۲۱) می‌باشد که به نوبه خود اقتباسی از داستان کوتاهی به همین نام در سال ۲۰۰۴ اثر جو هیل است. در این فیلم میسون تیمز، مدلین مک‌گرا، جرمی دیویس و ایثن هاک نقش‌های خود را تکرار می‌کنند.
در حال حاضر این فیلم قرار است در تاریخ ۱۷ اکتبر ۲۰۲۵ توسط یونیورسال پیکچرز در ایالات متحده اکران شود.

## ساخت
فیلمبرداری در ۴ نوامبر ۲۰۲۴ در تورنتو آغاز شد و قرار است در ۱۵ ژانویه ۲۰۲۵ به پایان برسد.